# Kirił Pandow (bokser)
Kirił Borisow Pandow (bułg. Кирил Борисов Пандов, ur. 3 maja 1943 w Ksanti) – bułgarski bokser, dwukrotny wicemistrz Europy w wadze ciężkiej.

## Życiorys
Wystąpił w wadze półciężkiej (do 81 kg) na mistrzostwach Europy w 1963 w Moskwie, gdzie przegrał w ćwierćfinale z późniejszym triumfatorem Zbigniewem Pietrzykowskim. W późniejszych zawodach występował w wadze ciężkiej (ponad 81 kg). Na igrzyskach olimpijskich w 1964 w Tokio przegrał pierwszą walkę z Vasile Mariuțanem z Rumunii.
Zdobył srebrny medal na mistrzostwach Europy w 1965 w Berlinie po przegranej w finale z Aleksandrem Izosimowem z ZSRR. Na kolejnych mistrzostwach Europy w 1967 w Rzymie wywalczył brązowy medal po porażce w półfinale z Mario Baruzzim z Włoch.
Odpadł w ćwierćfinale igrzysk olimpijskich w 1968 w Meksyku przegrywając z Giorgio Bambinim z Włoch. Na mistrzostwach Europy w 1969 w Bukareszcie po raz drugi wywalczył srebrny medal, a w finale przegrał z Ionem Alexe z Rumunii. Przegrał w ćwierćfinale mistrzostw Europy w 1971 w Madrycie z późniejszym mistrzem Władimirem Czernyszowem.